# Alkenylsukcinanhydridy

Obecný strukturní vzorec alkenylsukcinanhydridů (ASA) bez rozlišení stereochemie; R^{1} a R^{2} jsou alkylové skupiny.

Alkenylsukcinanhydridy (ASA) jsou deriváty sukcinanhydridu obsahující rozvětvené alkenylové funkční skupiny, obvykle se 14 až 22 atomy uhlíku. Jedná se o bezbarvé kapaliny s velkou viskozitou. Požívají se při povrchových úpravách papíru a lepenky a k hydrofobizaci celulózy. Takto upravené výrobky vykazují nižší promokavost.
Tyto anhydridy reagují s hydroxylovými skupinami celulózy za vzniku esterů, přičemž alkenylové vedlejší řetězce mají vliv na vlastnosti produktu. Podobné využití mají také dimerní alkylketeny.

## Historie
V roce 1936 bylo popsáno využití maleinanhydridu s alifatickými mononenasycenými n- a iso-alkeny. Alkeny se získávají z „krakovaného destilátu“, což je směs obsahující velké množství nenasycených uhlovodíků získaná krakováním ropy.
Na výše uvedeném obrázku je znázorněna reakce alkenů s přebytkem maleinanhydridu při 200 °C. Přebytky alkenů se odstraní vakuovou destilací, vzniklé alkenylsukcinanhydridy se hydrolyzují zředěným roztokem hydroxidu sodného a vzniklá disodná sůl reaguje s kyselinou za tvorby alkenbutandiové kyseliny.
Tento postup se příliš nepoužívá; výrazně vyšší výtěžnosti se dosahuje reakcí přečištěného ropného destilátu při 210 °C a hydrolýzu sukcinanhydridu lze provést pomocí vodní páry.
První využití ASA spočívala v jejich přidávání do protikorozních přípravků a do maziv, kde vzniklý hnědý až černý polymer nebyl na škodu. Později, s využitím v čisticích prostředcích a detergentench, bylo potřeba použít čisté (tedy nezpolymerizované) a světlejší produkty.
K hydrofobizaci celulózových textilních materiálů (jako je bavlna) a také papíru, pomocí isooktadecenylsukcinanhydridů vyžaduje přítomnost kapaliny, jejíž barva je co možná nejsvětlejší.

## Výroba
Alkenylsukcinanhydridy se získávají enovými reakcemi alkenů s maleinanhydridem při teplotách nad 200 °C. Vedlejšími reakcemi jsou například oxidace, kondenzace a polymerizace. Produkty těchto reakcí snižují množství získaných ASA a ovlivňují barvu, texturu a zpracovatelnost materiálů. Nerozvětvené 1-alkenylsukcinanhydridy, které lze vytvořit reakcemi 1-alkenů, jsou za standardních podmínek pevné látky a nejsou vhodné pro použití ve vodných emulzích.
1-alkeny se sudým počtem uhlíků (CH2=CH-(CH2)n-CH3, vytvářené oligomerizací ethenu) je možné izomerizovat za přítomnosti katalyzátorů založených na oxidu hořečnatém , přičemž se změní poloha dvojné vazby v uhlovodíkovém řetězci. Ze vzniklého produktu se poté oddělí frakční destilací produkty obsahující 14 až 22 atomů uhlíku, které slouží k přípravě alkenylsukcinanhydridů.
Samotná tvorba alkenylsukcinanhydridů spočívá v reakci přebytku isoalkenů s maleinanhydridem za teplot převyšujících 200 °C v dusíkové atomosféře po dobu delší než 3 hodiny; zbytky alkenů se odstraní destilací za sníženého tlaku.
Tvorbu polymerů při reakci lze omezit antioxidantů či inhibitorů polymerizace, jako jsou hydrochinon a fenothiazin, čímž lze dosáhnout kvantitativního průběhu reakce, tedy téměř 100% výtěžnosti. Lepší barvy produktu lze rovněž dosáhnout promýváním vodou. Společným použitím redukčních činidel (například trialkylfosfitů) s fenolovými antioxidanty je možné získat výrazně světlejší produkty a omezit tvorbu nečistot.
Ve výše odkazovaných patentech se ovšem ukázalo, že problém odbarvování a tvorby nečistot při výrobě a přípravě ASA dosud není vyřešen. Popsané postupy zahrnují použití butylhydroxytoluenu (BHT) jako primárního antioxidantu, thioetherů jako sekundárních antioxidantů, a N,N'-disalicyliden-1,2-diaminopropanu jakožto deaktivátoru kovových iontů. ASA s dvanáctiuhlíkatými substituenty, vzniklé z dodecenu a maleinanhydridu po šestihodinové reakci za teploty 220 °C, jsou světle žluté, ale stále obsahují významná množství černých produktů rozkladu. Výrazného zlepšení (přibližně o 600 %) bylo dosaženo při přípravě ze symetrických alkenů, jako je dokos-11-en (metatezí z dodec-1-enu).

## Použití
Alkenylsukcinanhydridy a kyseliny získané jejich hydrolýzou vykazují určitou reaktivitu a povrchovou aktivitu. Používají se jako tužidla epoxidových pryskyřic, inhibitory koroze v mazivech, reaktanty u alkydových a nenasycených polyesterových pryskyřic, aditiva do motorových olejů a paliv, jako složky plastifikátorů, detergenty, aditiva vázající vodu a jako meziprodukty chemických reakcí. Nejvýznamnějším využitím je povrchová úprava papíru, na tyto účely se jich v roce 2005 spotřebovalo kolem 47 000 tun.

### Zpracování papíru
Pevné dimery alkylketenů (AKD) se v 50. letech 20. století začaly používat k hydrofobizaci výrobků obsahujících celulózu. V 60. letech byly vyvinuty kapalné alkenylsukcinanhydridy. Sloučeniny z obou těchto skupin jsou hydrofobní a v podstatě nerozpustné ve vodě - rozpustnost běžně používaného isooktadecenylsukcinanhydridu (C18-ASA) je 5,33x10−5 mg/dm3. ASA jsou v&důsledku kratších uhlovodíkových řetězců méně hydrofobní a tak neodpuzují vodu tolik jako AKD. Mají vyšší tlak páry, což vede k rychlejší difúzi skrz vrstvy papíru, ovšem také k vytváření povlaků na používaných strojích. AKD při pokojové teplotě tvoří vodné disperze, zatímco ASA tvoří emulze. Nejvýznamnějším rozdílem je ovšem značná reaktivita cyklické anhydridové skupiny obsažené v molekulách ASA oproti diketenové skupině u AKD, což vede k mnohem rychlejší hydrolýze, obzvláště v zásaditém prostředí. Alkenylsukcinanhydridy tak mohou být přeměněny na emulze pouze těsně před použitím, zatímco AKD lze skladovat v podobě stabilních emulzí.
Výhodami ASA při zpracování papíru jsou:
- Využitelnost při neutrálním až mírně zásaditém pH (nejlépe 6 až 8) - AKD při pH 5 až 9)
- Vysoká reaktivita, vedoucí ke snadnější hydrofobizaci
- Míru hydrofobizace lze snadno ovládat (na rozdíl od AKD)
- Nižší množství použitého činidla ASA (0,1 % množství celulózy) oproti AKD (0,2 %)
- Minimální vliv na ostatní vlastnosti papíru - AKD mohou při vyšších množstvích způsobit, že povrch papíru bude lepivý
- Vysoká odolnost vůči stárnutí u takto upraveného papíru

K nejvýznamnějším nevýhodám patří:
- Snadná hydrolýza
- Nízká stabilita při skladování
- Tvorba emulze pouze uvnitř strojů, což vede k vysokým nákladům
- Možnost vzniku lepivé vrstvy
- Zbytky olejů v sušších částech zpracovávaného papíru

## Polyisobutenylsukcinanhydridy
Podle své chemické struktury k alkenylsukcinanhydridům patří také polyisobutenylsukcinanhydridy, u kterých je alkenylový substituent odvozen od polyisobutenu. Tyto sloučeniny se využívají jako reaktivní meziprodukty při výrobě aditiv do motorových paliv. Reagují s ethylenaminy za vzniku odpovídajících sukcinimidů, které je možné použít jako disperzanty.
Existují dva druhy polyisobutenů používaných na výrobu těchto látek. Obvyklé PIB se vyrábějí polymerizací rafinátu 1, což je směs různých izomerů butenu s chloridem hlinitým, který slouží jako katalyzátor. Druhým typem jsou vysoce reaktivní polyisobuteny, které se získávají polymerizací isobutenu za katalýzy fluoridem boritým. Reaktivitu PIB vůči maleinanhydridu je ovlivňován zastoupením methylvinylidenových skupin. Vysoce reaktivní polyisobuteny jich obsahují kolem 85 %, zatímco běžné jen okolo 10 %. Vysoce reaktivní PIB díky své vyšší reaktivitě nepotřebují k provedení reakcí s maleinanhydridem natolik tvrdé podmínky jako obyčejné PIB. Získané polyisobutenylsukcinanhydridy pak také mívají menší obsah nečistot.